# Estadio Rogelio Matos
El Estadio Rogelio Matos, También conocido como El Cementerio De Los Inmortales es una infraestructura deportiva multiuso ubicada en Socopó, ciudad del Estado Barinas, en la parte Centro Occidental de Venezuela, este es usado habitualmente para partidos de fútbol, siendo la sede del equipo local Deportivo Socopó, posee una capacidad de aproximadamente 9860 espectadores.

## Características detalladas
Este Estadio Rogelio Matos posee dos tribunas la Principal y la Sur con camerinos para jugadores y árbitros.